# Muzeum kultury Romů na Slovensku
Muzeum kultury Romů na Slovensku (slovensky Múzeum kultúry Rómov na Slovensku) je součástí Etnografického muzea v Martině, které je pobočkou Slovenského národního muzea. Muzeum kultury Romů na Slovensku bylo založeno dne 1. ledna 2002 a je umístěno v areálu muzea slovenské vesnice (slovensky Múzeum Slovenskej dediny) v Jahodnických hájích.
V muzeu je (v rámci první etapy budování muzea) stálá expozice s názvem „Cesta Romů“ (slovensky Cesta Rómov, romsky Romano drom), která dokumentuje původ a historii Romů. Pozornost je věnována tradičním romským řemeslům a romským hudebníkům. Zvláštní část expozice je věnována kultuře olašských Romů. V druhé etapě budou prezentována tradiční romská obydlí a v třetí etapě bude v rámci tohoto muzea vybudována romská osada, která bude prezentovat způsob tradičního bydlení Romů na Východním Slovensku, zejména ve spišském a šarišském regionu.
Muzeum pořádá též výstavy, např. výstavy s názvem „Galerie romských osobností“, které připomínají význačné romské osobnosti.